# Spišsko-šarišské medzihorie
Spišsko-šarišské medzihorie lub krótko: Šariš – obniżenie śródgórskie w Obniżeniu Liptowsko-Spiskim łańcucha Centralnych Karpat Zachodnich na Słowacji ciągnące się z północnego zachodu na południowy wschód od Lubowli po Preszów (już za granicami regionu). Region graniczy od północy z Beskidem Sądeckim i Pieninami (na niewielkim odcinku), od północnego zachodu z Magurą Spiską i Górami Lewockimi, od południowego zachodu z górami Bachureň i Wyżyną Szaryską, od południowego wschodu zaś z Górami Czerchowskimi, Beskyskim predhoriem i Kotliną Koszycką.
Jest to region o złożonej strukturze wewnętrznej – jego północno część jest zbudowana ze skał fliszu magurskiego, a południowa zaś z fliszu centralnokarpackiego. 
Obniżenie to składa się z sześciu regionów:
- Ľubovnianska kotlina
- Ľubotínska pahorkatina
- Jakubianska brázda
- Hromovec
- Šarišské podolie
- Stráže

Przez Šariš biegnie Wielki Europejski Dział Wodny między zlewiskami Bałtyku i Morza Czarnego. Głównymi rzekami regionu są Poprad, przepływający przez część północną, oraz Torysa, przepływająca przez część południową. Na obszarze regionu znajdują się następujące miasta: Lubowla, Lipany, Sabinov, Wielki Szarysz.